# Why You Wanna
Why You Wanna è il terzo singolo del rapper statunitense T.I. estratto dall'album King. È stato prodotto da  Kevin "Khao" Cates.

## Descrizione
Il brano contiene un campionamento di Gypsy Woman di Crystal Waters, che rientra tra gli autori del pezzo.

## Il video
Il video di Why You Wanna è stato girato nelle Hawaii.

## Remix
- Why You Wanna (VSO)
- Why You Wanna (Versione radio- Vso Recall pulita)
- Why You Wanna (Benztown Mixdown)
- Why You Wanna (Strumentale)
- Dip Slide (Non inclusa nell'album)
- Why You Wanna (Remix) (feat. Trey Songz, Smitty & Q-Tip)
- Why You Wanna (Mick Boogie Remix) (feat.Q-Tip) (Official Remix)

## Classifiche
| Classifiche (2006)                   | Posizione più alta |
| ------------------------------------ | ------------------ |
| Australia                            | 49                 |
| Irlanda                              | 17                 |
| Regno Unito                          | 22                 |
| Svizzera                             | 43                 |
| U.S. Billboard Hot 100               | 29                 |
| U.S. Billboard Hot R&B/Hip-Hop Songs | 5                  |
| U.S. Billboard Hot Rap Tracks        | 4                  |
| U.S. Billboard Pop 100               | 47                 |